# 梱枝りこ
梱枝 りこ（こりえ りこ、女性、2月2日 - ）は、日本のフリーイラストレーター、漫画家、原画家、アダルトゲームのグラフィッカーである。東京都出身。ペンネームは本名に由来。血液型はO型。かつては株式会社ムーンフェイズのアダルトゲームブランド、ケロQ/枕に所属していた。

## 経歴
小学生の頃から絵を描くことに親しみ、中学校では美術部に所属。高校ではバドミントン部とクッキング部に所属し、描画から少し遠ざかっていた時期があった。
高校卒業後は専門学校に通い、『ぷよぷよ』のキャラクターデザインを担当した壱のイラストから影響を受けて、萌え絵のジャンルを描くようになり、原画家を目指し始める。その後アダルトゲームブランドケロQのゲーム作品『モエかん』に好感を抱き、その制作者に出会いたいと思ったため、自ら志願して株式会社ムーンフェイズに入社後、同社のケロQに所属しグラフィッカーとして従事。同人サークルBLUEWATERの『Diagnosis 〜淫魔のノート〜』で原画を担当した後、ケロQの姉妹ブランドプチケロQの『テレビの消えた日』で商業ゲームの原画家デビューを果たす。また、電撃文庫『リリスにおまかせ!』でライトノベルの挿絵を担当するイラストレーターとしても活動を始め、2013年（平成25年）には漫画『ありすorありす〜シスコン兄さんと双子の妹〜』を執筆し、漫画家活動も始めた。
自らデザインしたバーチャルYouTuber「月乃絵鈴」が2019年（平成31年）1月27日に活動開始した。

## 人物・作風
趣味はライブに行くこと、犬と遊ぶこと、料理。

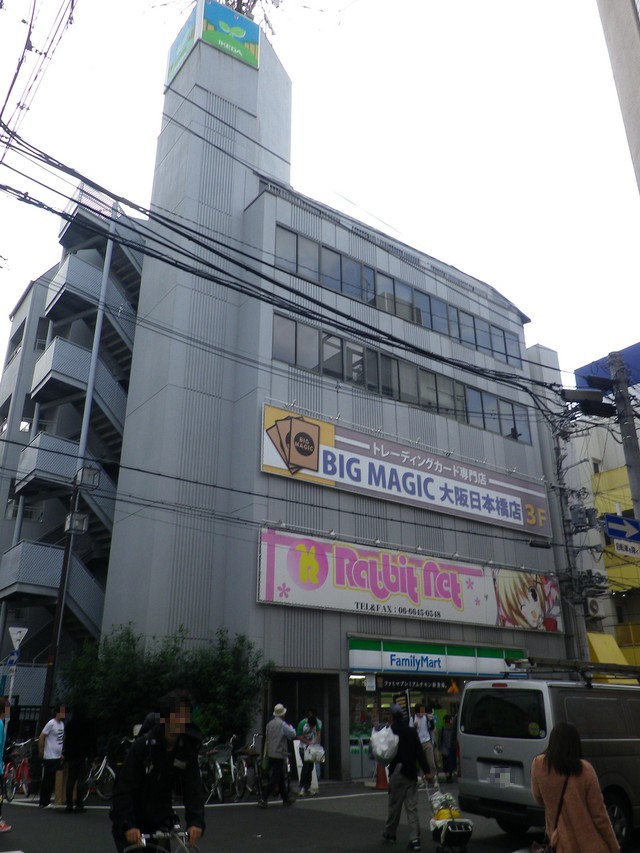
梱枝による作品例（大阪・日本橋にあるRabbit netの看板）。

好きな食べ物はきゃべつであり、きゃべつそふとのブランド名の由来でもある。
明るいイメージを持つ作品を得意とする。イラストを描く際は、最初は目から描き始め、描きながら全体の構図を決定する。特にこだわっているのは、髪型の細かい描写やキャラクターの衣装についたレースの試行錯誤。衣装のデザインは、洋服を販売するウェブサイトを参考にして、ありきたりなものにならないよう印象に残る形にアレンジしている。

### 同人活動
「無人少女」（むじんしょうじょ）という同人サークルを主宰している。名前はSCA-自が考案。
2009年（平成21年）のサンシャインクリエイション45のカタログ表紙イラストや、2010年（平成22年）8月のコミックマーケット78では第34回森林保護募金のポスター、2011年（平成23年）のこみっく★トレジャー18では、チラシの表紙イラストを担当した。

## 作品リスト

### アダルトゲーム
プチケロQ
- 2007年8月31日 - テレビの消えた日（キャラクターデザイン、原画、彩色）

枕
- 2008年9月26日 - しゅぷれ〜むキャンディ 〜王道には王道たる理由があるんです!〜（キャラクターデザイン、原画、彩色）
- 2011年7月29日 - いきなりあなたに恋している（原画）

Lump of Sugar
- 2012年1月27日 - 学☆王 -THE ROYAL SEVEN STARS-（原画）
- 2012年8月10日 - 学☆王 It's Heartful Days!!（原画）
- 2013年5月31日 - Magical Charming!（原画）

きゃべつそふと
- 2017年1月27日 - 星恋*ティンクル (原画)
- 2018年11月30日 - アメイジング・グレイス -What color is your attribute?- (原画)
- 2020年1月31日 - あまいろショコラータ (原画)
- 2020年9月25日 - さくらの雲＊スカアレットの恋 (原画)[23][24]
- 2021年5月28日 - あまいろショコラータ2 (原画)
- 2023年11月 - あまいろショコラータ3 (原画)[25]

### 一般ゲーム
- 2013年3月28日 - 学☆王 -THE ROYAL SEVEN STARS- +METEOR（PSP用ソフト、原画）
- 2019年9月26日 - アメイジング・グレイス -What color is your attribute?- (PS4用ソフト、原画)
- 2021年12月23日 - さくらの雲＊スカアレットの恋 (原画)[26]
- 2024年3月28日 - あまいろショコラータ（原画）[27]

### ブラウザゲーム
DMM GAMES
- メシアガール（カリン イラスト[28]）

### 同人作品
BLUEWATER（アダルトゲーム）
- 2006年3月24日 - Diagnosis 〜淫魔のノート〜（キャラクターデザイン、原画、彩色）
- 2007年2月11日 - Despair Witch（キャラクターデザイン、原画、彩色）
- 2007年5月11日 - DiagnosisII 〜強欲のノート〜（キャラクターデザイン、原画、彩色）

無人灯（一般ゲーム）
- 2015年8月16日 - 箱庭の学園（原画）

### 画集
- 『キャンディーどろっぷす 梱枝りこ画集』（廣済堂出版、2012年8月17日第1版第1刷発行＜8月8日発売＞）
  - 通常版（ISBN 978-4-331-90085-7）
  - 限定版（ISBN 978-4-331-90086-4）
  - ラフ絵をまとめた小冊子『le bourgeon #2』が限定版のみ付属[注 2]。また、限定版の表紙イラストは、フリーペーパー『ラジ館』 第4号表紙にも採用された[29]。
- 『つきツキ! Illustrations 梱枝りこ Art Works』（メディアファクトリー、2013年2月28日初版第一刷発行＜2月25日発売＞）ISBN 978-4-8401-4956-3
- 『キャンディーどろっぷす2 -梱枝りこ ART WORKS-』（廣済堂出版、2018年10月31日第1版第1刷発行＜10月27日発売＞）
  - 限定版（ISBN 978-4-331-90200-4）
  - 通常版（ISBN 978-4-331-90201-1）

### 挿絵
- 『リリスにおまかせ!』シリーズ（アスキー・メディアワークス 電撃文庫/著者：麻宮楓）
- 『つきツキ!』シリーズ（MF文庫J/著者：後藤祐迅）
- 『銃皇無尽のファフニール』（講談社ラノベ文庫/著者：ツカサ）
- 『リーディング・ブラッド』（ファミ通文庫/著者：田尾典丈）
- 『アークエネミー・スクールライフ』（講談社ラノベ文庫/著者：ツカサ）
- 『冰剣の魔術師が世界を統べる 世界最強の魔術師である少年は、魔術学院に入学する』（講談社ラノベ文庫/著者：御子柴奈々）

### 表紙イラスト
- E☆2 2010年8月号（26号）
- PC Angel neo 2012年2月号
- PUSH!! 2012年2月号
- DENGEKI HIME 2012年3月号
- E☆2ぷらす 2012年10月号（Vol.3）

その他様々な雑誌・書籍にてイラスト連載を行っている。

### 漫画
- 『ありすorありす〜シスコン兄さんと双子の妹〜』（月刊コミックアライブ2013年7月号に読み切り掲載[30]、2013年11月号から2015年9月号まで連載した後『コミックキューン』に移籍。）

### CDジャケット
- Angel Note BEST COLLECTION VIII 『ORANGE CANDY BOX』（Angel Note、2011年5月6日）
- いきなりあなたに恋している Eiの方程式の特殊解（ケロQ、2011年12月28日）
- ドラマCD つきツキ!（HOBiRECORDS、2011年11月25日[31]）
- My Sweet Lady/ぴすとっ☆SMILE♪ノンすとっP!!〜輝け明日のスター大作戦〜（ave;new、2012年6月8日/表ジャケットのみ）
- ドラマCD つきツキ! 〜呪いの刀は寂しがり屋〜（HOBiRECORDS、2012年6月29日[31]）
- EXIT TUNES PRESENTS SPEED アニメトランス BEST 16（EXIT TUNES、2012年9月5日）
- Symphony Sounds Eternal Ⅲ（Symphony Sounds、2022年2月25日）

### その他
- MF文庫J ゲーマーズ特設ページ（2011年9月 - 2012年8月）

毎月MF文庫Jから出版される新刊の中から1つの作品をとりあげ、その紹介イラストを担当。詳細は下記の通り。
|        | 更新月 | 作品名                                     | 描いたキャラクター |        |
| 2011年 | 2011年 | 2011年                                     | 2011年             | 2011年 |
| ------ | ------ | ------------------------------------------ | ------------------ | ------ |
| 第1回  | 9月    | 僕は友達が少ない                           | 柏崎星奈           |        |
| 第2回  | 10月   | おれと一乃のゲーム同好会活動日誌           | 沢村キリカ         |        |
| 第3回  | 11月   | 精霊使いの剣舞                             | エスト             |        |
| 第4回  | 12月   | この中に1人、妹がいる!                     | 神凪雅             |        |
| 2012年 |        |                                            |                    |        |
| 第5回  | 1月    | まよチキ!                                  | 近衛スバル         |        |
| 第6回  | 2月    | 初体験にオススメな彼女                     | 桜あるみ           |        |
| 第7回  | 3月    | 101番目の百物語                            | 仁藤キリカ         |        |
| 第8回  | 4月    | 機巧少女は傷つかない                       | 夜々               |        |
| 第9回  | 5月    | お兄ちゃんだけど愛さえあれば関係ないよねっ | 姫小路秋子         |        |
| 第10回 | 6月    | 詠う少女の創楽譜                           | 姫咲明日香         |        |
| 第11回 | 8月    | つきツキ!                                  | 南条忍・エルニ     |        |
| 第12回 | 8月    | つきツキ!                                  | 南条忍・ルナ       |        |

- 「MF文庫J 描きおろし水着ヒロイン」シリーズ第3弾 待ち受けFlash（2012年3月[43]）

メディアファクトリー公式携帯サイト「メディモ!」内で配信。描いたキャラクターは『つきツキ!』のルナ。
- ファンタズマゴリア ver5.0（2012年6月29日[44]）

描き下ろしのイラストカードを収録。描いたキャラクターは『学☆王 -THE ROYAL SEVEN STARS-』に登場するキャラクター。
- スマートフォン向けソーシャルゲーム『神狩デモンズトリガー』

登場キャラクター「氷の女王」イラストを担当。
- TVアニメ『俺だけ入れる隠しダンジョン』第5話エンドカード[45]。
- TVアニメ『異世界魔王と召喚少女の奴隷魔術Ω』第9話エンドカード[46]。
- 映画『劇場版「きんいろモザイクThank you!!」』応援コメント[47]
- 【究極のコラボ米】あきたこまち×梱枝りこ[48]
- 「こりひかりR5M」梱枝りこ先生 描き下ろしイラスト[49]
- しらたま×梱枝りこコラボレーションオンリーショップ『ミラクルプリズムパーティー』[50]

## 出演

### ラジオ
- Lump of Sugar 放送部（#111、2012年1月27日） - シークレットゲストとして出演[51][52]。
- ありすorありす WELCOME RADIO（2018年6月 - 8月、ラジオ大阪・ニコニコ動画）

### イベント
- MF文庫Jラジオあらいぶ!! シークレットイベント（新宿ロフトプラスワン、2012年3月24日[53]）
- 月夢ave;newパラダイス トークイベント「My Sweet学☆王」（club「月あかり夢てらす」、2012年5月3日[54]）